# الجار (قادس)
بلدية الغَار أو (نقحرة: الجار) (بالإسبانية: Algar)‏، هي إحدى بلديات مقاطعة قادس, التي تقع في منطقة الأندلس جنوب إسبانيا.
يبلغ عدد سكانها 1.714 نسمة وفقاً لإحصائية سنة (2002).